# Jean-Guy Trépanier
Pour les articles homonymes, voir Trépanier.
Jean-Guy Trépanier (né le 3 février 1932 à Shawinigan Falls et mort le 30 mars 2018) est un notaire et homme politique québécois. Il a été député de Saint-Maurice à l'Assemblée législative du Québec en 1965 et 1966.

## Biographie
Jean-Guy Trépanier est le fils de Jean-Baptiste Trépanier, mécanicien, et de Laurette Lamy. Il étudie au séminaire Saint-Joseph à Trois-Rivières et à l'université Laval. Il est admis à la pratique du notariat le 20 juin 1955. Il est notaire à Shawinigan jusqu'en 1969.
Il est élu député de la circonscription électorale de Saint-Maurice à l'Assemblée législative du Québec, sous l'étiquette du Parti libéral du Québec, lors d'une élection partielle tenue le 18 janvier 1965 pour pourvoir au remplacement de René Hamel, nommé juge. Il est défait lors de l'élection générale de 1966 par Philippe Demers, de l'Union nationale.
De 1969 à 1973, il est inspecteur des greffes à la Chambre des notaires du Québec. À partir de 1973, il est syndic à la Chambre des notaires.